# Miss České republiky

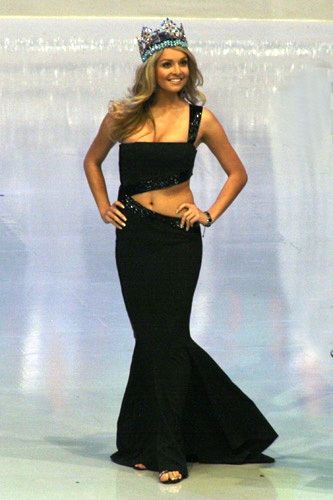
Miss České republiky a Miss World 2006 Taťána Kuchařová

Miss České republiky je soutěž krásy navazující na soutěž Miss Československo pořádanou od roku 1967 do roku 1970.
Porevoluční Miss České republiky se pořádá od roku 1989. Původní název soutěže zněl Miss Československo, dalšími názvy byly Miss České a Slovenské republiky a Miss České republiky. Zakladatelem a dlouholetým prezidentem soutěže byl Miloslav Zapletal. Pro rok 2021 se stala vítězkou Miss České republiky Helena Čermáková (Otrokovice), I. Vicemiss a Miss Naděje Sarah Horáková (Velké Pavlovice) a II. Vicemiss Valerie Váňová (Lom).
Nejvýraznějšími osobnostmi soutěže se staly především Ivana Christová (1989), Pavlína Baburková (1992), Silvia Lakatošová (1993), Monika Žídková (1995), Iva Kubelková (1996), Terezie Dobrovolná (1997), Kateřina Stočesová (1998), Helena Houdová (1999) či Taťána Kuchařová (2006).
V květnu 2010 byla sloučena se soutěží Česká Miss, která byla nejdříve pořádána jako konkurenční událost. Soutěž Miss České republiky byla opět uspořádána až v druhé polovině roku 2018 při příležitosti 100. výročí vzniku Československa. Na Václavském náměstí byly zvoleny vítězky ročníku 2018.

## Pořadatel
Pořádající agenturou byla Art Production K./2. Od roku 1989 až do roku 2004 soutěž vlastnila práva na vysílání českých reprezentantek na největší světové soutěže Miss World a Miss Universe. V roce 2004 byla zahájena jednání na odprodej soutěže Michaele Maláčové, která o ni projevila zájem. Tato jednání však zkrachovala a Maláčová nakonec v roce 2004 založila vlastní soutěž Česká Miss.
Miss ČR byla v roce 2008 prodána novému majiteli Janu Moťovskému. V roce 2010 Maláčová získala licenci i na Miss World, čímž soutěž Miss České republiky v podstatě zanikla. V květnu 2010 došlo k dohodě o převzetí této soutěže konkurenční Českou Miss a ředitelkou se stala Michaela Maláčová. Z původní Miss ČR využila logo a spolupráci s vítězkami.
V srpnu 2017 požádali pořadatelé soutěže Miss Léta o registraci názvu a ochranné známky Miss České republiky, kterou v roce 2018 získali. Obnovená soutěž Miss České republiky od roku 2018 má zcela charitativní charakter, celý výtěžek soutěže je věnován dobročinným nadacím a charitativním organizacím.
První vítězkou obnovené soutěže Miss České republiky se v roce 2018 stala Iveta Maurerová.

## Přehled vítězek
| Ročník        | rok  | vítězka                                                      | I. vicemiss                                     | II. vicemiss                            | místo finále / poznámky |
| ------------- | ---- | ------------------------------------------------------------ | ----------------------------------------------- | --------------------------------------- | --- |
| 1.            | 1989 | Ivana Christová z Prešova                                    | Jana Hronková z Horšovského Týna                | Michaela Polívková z Hradce Králové     | Palác kultury a sportu Ostrava-Vítkovice |
| 2.            | 1990 | Renata Gorecká z Českého Těšína                              | Andrea Rozkovcová z Benešova                    | Ingrid Ondrovičová z Pezinku            | Palác kultury a sportu Ostrava-Vítkovice |
| 3.            | 1991 | Michaela Maláčová z Brna                                     | Andrea Tatarková z Košic                        | Markéta Silná z Otrokovic               | Divadlo Antonína Dvořáka Ostrava |
| 4.            | 1992 | Pavlína Baburková z Nového Boru                              | Gabriela Haršányová z Bratislavy                | Štěpánka Týcová ze Sulejovic            | Grandhotel Pupp Karlovy Vary |
| 5.            | 1993 | Silvia Lakatošová ze Svatého Jura                            | Karin Majtánová z Bratislavy                    | Simona Smejkalová z Prahy               | Grandhotel Pupp Karlovy Vary |
| 6.            | 1994 | Eva Kotulánová z Brna                                        | Kateřina Vondrová z Lovosic                     | Lenka Beličková z Karlových Varů        | Hala Rondo Brno |
| 7.            | 1995 | Monika Žídková z Kravař                                      | Kateřina Kasalová z Pardubic                    | Renata Hornofová z Prahy                | Grandhotel Pupp Karlovy Vary |
| 8.            | 1996 | Petra Minářová z Olomouce                                    | Iva Kubelková z Prahy                           | Zdeňka Zadražilová z Jindřichova Hradce | DK Invest Plzeň |
| 9.            | 1997 | Terezie Dobrovolná z Brna                                    | Kristýna Fridvalská z Berouna                   | Gabriela Justinová z Holice u Olomouce  | DK Invest Plzeň |
| 10.           | 1998 | Kateřina Stočesová z Podlesí u Příbrami                      | Alena Šeredová z Prahy                          | Petra Faltýnová z Prahy                 | Palác kultury a sportu Ostrava-Vítkovice |
| 11.           | 1999 | Helena Houdová z Plzně                                       | Šárka Sikorová z Bohumína                       | Jitka Kocurová z Vlašimi                | Grandhotel Pupp Karlovy Vary |
| 12.           | 2000 | Michaela Salačová z Moravských Budějovic                     | Kateřina Elgerová z Plzně                       | Markéta Svobodná z Tábora               | Grandhotel Pupp Karlovy Vary |
| 13.           | 2001 | Diana Kobzanová z Roudného u Turnova (titul Miss ČR odebrán) | Andrea Fišerová z Litoměřic (dodatečná Miss ČR) | Andrea Vránová z Roudnice nad Labem     | Boby centrum Brno |
| 14.           | 2002 | Kateřina Průšová z Chrastavy                                 | Kateřina Smržová z Prahy                        | Radka Kocurová z Karviné                | Boby centrum Brno |
| 15.           | 2003 | Lucie Váchová z Příbrami                                     | Klára Medková z Vyškova                         | Markéta Divišová z Prahy                | Boby centrum Brno |
| 16.           | 2004 | Jana Doleželová z Uničova                                    | Michaela Wostlová z Českých Budějovic           | Edita Horthová                          | Grand hotel Pupp Karlovy Vary |
| 17.           | 2005 | Lucie Králová z Teplic                                       | Petra Macháčková                                | Agáta Hanychová                         | Grand hotel Pupp Karlovy Vary |
| 18.           | 2006 | Taťána Kuchařová z Opočna                                    | Kateřina Pospíšilová                            | Renáta Czadernová                       | Boby centrum Brno |
| 19. (detaily) | 2007 | Kateřina Sokolová                                            | Veronika Pompeová                               | Veronika Procházková                    | Boby centrum Brno |
| 20.           | 2008 | Zuzana Jandová                                               | Zuzana Putnářová                                | Kristýna Lebedová                       | Boby centrum Brno |
| 21. (detaily) | 2009 | Aneta Vignerová                                              | Lucie Smatanová                                 | Hana Věrná                              | Clarion Congress Hotel Praha |
| 22.           | 2018 | Iveta Maurerová                                              | Tereza Bohuslavová                              | -                                       | Duplex, The Rooftop Venue Praha |
| 23.           | 2019 | Nikola Kokyová                                               | Sára Lyčková                                    | Dominika Benáková                       | Divadlo Broadway Praha |
| 24.           | 2020 | Jana Krojidlová                                              | Valerie Herianová                               | Kateřina Šimonková                      | TV Nova a TN.cz (online vysílání) |
| 25.           | 2021 | Helena Čermáková z Otrokovic                                 | Sarah Horáková z Velkých Pavlovic               | Valerie Váňová z Lomu                   | TV Nova a TN.cz (online vysílání) druhá část programu v Jalta Boutique Hotel Praha                                                                   |
| 26.           | 2022 | Andrea Kaplanová z Loun                                      | Pavlína Jagrová z Pardubic                      | Karolina Budka z Prahy                  | Druhá Julie Hojdyszová se na pódiu vzdala korunky I. vicemiss a přenechala ji původně třetí Pavlíně Jagrové. Stalo se tak poprvé v historii soutěže. |
| 27.           | 2023 | Bára Sulanová z Milevska                                     | Valerie Přecechtělová z Klenovic na Hané        | Viktorie Louženská z Hradce Králové     | Divadlo Apollo, Praha |
| 28.           | 2024 | Karin Bacilková z Brna                                       | Adéla Herčíková z Prahy                         | Nikoleta Domdjoni z Baště               | Divadlo Apollo, Praha |

Vysvětlivky
1. 1 2  Diana Kobzanová se odmítla jako miss zúčastnit Miss Europe v Libanonu a Česko reprezentovala na Miss Universe v Portoriku. Korunka s titulem Miss České republiky jí byly odebrány po nafocení snímků pro erotický časopis Leo v roce 2003 za pět milionů korun. Dodatečně se Miss ČR stala druhá v pořadí Andrea Fišerová.[11][12]

## Jednotlivé ročníky
Miss Československo 1989
První ročník se uskutečnil 8. 4. 1989 v Paláci kultury a sportu v Ostravě. Finále bylo vysíláno na druhém programu televize, na prvním programu šlo až závěrečné půlhodinové superfinále. Moderátory večera byli Josef Dvořák a Magdalena Dietlová. Na začátku přenosu bylo z 24 finalistek vybráno 12 postoupivších, které vedly s moderátory minutový rozhovor, zatančily valčík a absolvovaly promenádu v plavkách. Do závěrečného superfinále postoupilo pět nejúspěšnějších soutěžících: Radka Polášková, Vlasta Peterová, Michaela Polívková, Jana Hronková a Ivana Christová. Vyhlášení výsledků probíhalo od pátého do prvního místa, takže už při vyhlášení první vicemiss Jany Hronkové byla zřejmá vítězka. Publikum ale Ivanu Christovou nepřijalo a svůj nesouhlas vyjádřilo jednotným pískotem. Hlavní investor soutěže si budoucí vítězku zasmluvnil pouze pro sebe a odmítl ji vyslat na světové soutěže. Československo tehdy velmi úspěšně reprezentovala na Miss World i Miss Universe Jana Hronková.
Miss Československo 1990
Druhý ročník se nesl v duchu sametové revoluce a jeho finále se odehrálo 31. 3. 1990 znovu v ostravské víceúčelové hale. Generální zkoušky byly ve znamení dvojí evakuace areny kvůli anonymním telefonátům hrozícím uložením bomby.[zdroj⁠?!] Moderátory zůstali Josef Dvořák a Magdalena Dietlová. V porotě usedlo 12 známých mužů z nejrůznějších odvětví. Mezi nimi byli kromě prezidenta soutěže Miloše Zapletala také např. Jan Čenský, Karel Gott, Peter Dvorský, Richard Muller, Bolek Polívka, Rudolf Křesťan, Miroslav Ondříček nebo Václav Klaus. Při úvodním představování jednotlivých dvanácti finalistek každá absolvovala promenádu napříč halou a v závěru si vždy připila šampaňským s jedním z porotců. Tento symbolický akt se ovšem nelíbil minimálně jednomu divákovi, který pořadatele žaloval za nabádání mladistvých k alkoholu, neboť některé finalistky ještě nebyly plnoleté.[zdroj⁠?!] Každá dále absolvovala minirozhovor s některým z porotců, kterého si vylosovala. Valčík tentokrát nahradila polka a nakonec nechyběla promenáda v plavkách. Během večera se průběžně zveřejňovaly výsledky, takže vyhlášení šesti nejúspěšnějších dívek nebylo pro diváky až takovým překvapením. Byly to Kamila Zenáhlíková (6.), Denisa Ferancová (5.), Jana Havrdová (4.), Ingrid Ondrovičová (3.), Andrea Rozkovcová (2.), vítězkou se nakonec stala Renata Gorecká.
Miss Československo 1991
Dvanáct finalistek do finále postoupilo z prvních čtyř míst tří národních kol - českého, moravského a slovenského. Celá soutěž prošla proti předešlým ročníkům modernizací. Místo společného soutěžního tance předvedly módní přehlídku ve večerních toaletách. Dále byla tentokrát poprvé zavedena tzv. "volná disciplína", ve které si soutěžící zvolily libovolnou činnost (byl to nejčastěji tanec, méně často zpěv, přednes, divadelní scénka, gymnastika apod.). Tato disciplína měla u diváků velkou oblibu a stala se součástí soutěže Miss až do roku 2009. Na vítězku Michaelu Maláčovou se dlouhá léta vzpomínalo jako na jednu z nejméně podařených Miss. Spíše než krásou titul získala důvtipem, pohotovostí a všeobecnou sečtělostí, což ale diváci neměli možnost do detailu posoudit a ocenit. Mezi největší favoritky na vítězství patřila krátkovlasá Miss Morava Romana Štrynclová. Její nezdravé sebevědomí, které dávala najevo na každém kroku a při každé příležitosti včetně přímého přenosu jí ale nakonec připravilo nejen o samotný titul Miss, ale skončila až na čtvrtém místě. Novináři jí ale, zřejmě jako cenu útěchy, udělili titul Miss Sympatie, což při jejím chování působilo spíše ironicky. Druhé místo si s velkým překvapením odnesla Andrea Tatarková, která na sebe v předešlých kolem nijak výrazně neupozornila. Markéta Silná z Otrokovic se umístila jako třetí.
Miss Československo 1992
25. 4. 1992 se finále Miss ČSFR uskutečnilo poprvé v prostorách karlovarského Grandhotelu Pupp, kam se poté s oblibou opakovaně vracelo. Předcházely mu opět tři národní kola, z každého z nichž postoupila první čtveřice mezi dvanáct finalistek. O vtipné extempore se postaral manažer slovenské vítězky Adriany Šimkové, který za její účast ve finále požadoval po pořadatelích nemalý honorář. Tato aféra se probírala v tisku a možná i díky ní si Šimkovou zvolili diváci a čtenáři jako vítězku v anketě Tip na Miss. Mezi finalistkami ale tento rok až křiklavě vyčnívala nejen výškou ale i osobností Pavlína Baburková z Nového Boru. Kromě titulu poslední federální Miss získala také cenu Miss Sympatie, kterou jí udělila novinářská obec. Baburková se ve stejném roce stala Vicemiss Europe a o rok později skončila na sedmém místě na Miss Universe, což jí toho času pasovalo na nejúspěšnější dívku od založení soutěže. Druhé místo obsadila Gabriela Haršányová, která se do finále kvalifikovala až ze třetího místa slovenského semifinále a posléze se objevila v epizodní roli prodavačky oděvů ve filmu Dědictví aneb Kurvahošigutntag. Třetí byla Štěpánka Týcová ze Sulejovic.
Miss České a Slovenské republiky 1993
Soutěž byla vyhlášena na podzim předešlého roku ještě ve federální zemi. Po rozpadu Československa se tedy uskutečnila poprvé a naposledy Miss "dvou států". První dubnovou sobotu se finále po roce vrátilo do Puppu v Karlových Varech a co do úrovně finalistek patřilo k nejsilnějším v historii soutěže. Mezi favoritkami na úplné vítězství se objevilo hned několik soutěžících. V porotě zasedli rovnoměrně vybraní zástupci obou zemí, předsedou se stal nezávislý prezident soutěže Miss Europe. Přes velké nabádání k objektivitě ale podle prezidenta soutěže Zapletala slovenská část poroty nespravedlivě podpořila slovenské dívky. Silvia Lakatošová ze Svatého Jura u Bratislavy by pravděpodobně vyhrála tak jako tak, ale na dalších místech by to při zachování objektivity vypadalo jinak. Druhá totiž skončila k velké nevoli české části poroty další Slovenka Karin Majtánová. Třetí místo nečekaně obsadila nenápadná Pražačka Simona Smejkalová a stala se tak první Miss České republiky. Největší dvě česká želízka v ohni (Alice Karpíšková a Jana Rybská) skončily v poli poražených. Silvia Lakatošová reprezentovala Slovenskou republiku na Miss Universe 1994, odkud si odvezla 4. místo a stala se tak v tomto klání nejúspěšnější česko-slovenskou reprezentantkou. Její rekord zatím do dnešního dne (2015) nebyl překonán. Kromě nádherné a divácky atraktivní přehlídky svatebních šatů a vynikající úrovně volných disciplín, kde bylo k vidění fakýrské řemeslo Gabriely Ondráčkové, kabaretní stepařské číslo Alice Karpíškové, profesionální folklórní vystoupení Silvie Lakatošové či latinskoamerický tanec Ivany Hložkové se o největší poprask postarala studentka právnické fakulty Magdalena Babická, která na otázku, co by chtěla v Česku změnit po dokončení studií odpověděla, že vyčistit ulice od obyvatel tmavší pleti. Tento nešťastný výrok měl pak pochopitelně nepříjemnou a dlouhou mediální dohru.
Miss České republiky 1994
Na začátku bylo šest krajských kol. Z každého postoupily první tři dívky do celostátního finále, které se tentokrát uskutečnilo 9. dubna 1994 v brněnské hale Rondo a poprvé bylo vysíláno na nově vzniklé televizi Nova. Finalistek tak bylo poprvé 18. Přenos byl rozdělen na dvě hodinové části se zhruba půlhodinovou přestávkou. Tento dramaturgicky napínavý vysílací model se poté zachoval až do roku 1998. Večerem provázel Jan Rosák. Po prvních dvou disciplínách, módní přehlídce a společné polce, postoupilo do dalších kol 12 soutěžících. Následovala volná disciplína a promenáda v plavkách. Do závěrečného superfinále, kterým bylo defilé ve velkých večerních róbách a rozhovor s porotci, postoupilo 6 nejúspěšnějších dívek. V dalších ročnících se od tohoto postupového způsobu volby upustilo, znovu byl zopakován až v letech 1999, 2000, 2001 a 2002. O titulu Miss Sympatie, který tento rok změnil název na Miss Press, aby se k původnímu názvu o dva roky později vrátil, tentokrát nerozhodovali novináři, ale poprvé čtenáři periodik, kde byly zveřejněny fotografie finalistek. Nejvíce hlasů získala Dagmar Vránová ze Zlína. Samotnou vítězkou celé soutěže se nakonec stala domácí Eva Kotulánová následovaná Kateřinou Vondrovou a Lenkou Beličkovou. Nutno dodat, že ani jedna nepatřila k favoritkám, protože všechny tři do finále postoupily až z druhého místa v krajských kolech.
Miss České republiky 1995
Pro postup do finále byl zvolen nový výběrový klíč. Konalo se české a moravské oblastní semifinále Miss Bohemia a Miss Moravia. České kolo mělo sedm postupových míst, z moravského postoupilo dívek pět. Poprvé byly natočeny TV spoty představující finalistky, které TV Nova intenzivně vysílala dva měsíce před soutěží několikrát denně v mezerách mezi jednotlivými pořady a při své tehdejší obrovské sledovanosti tímto vyvolala celonárodní společenské téma a enormní zájem diváků. Samotné finále konané 22. dubna v Grandhotelu Pupp v Karlových Varech bylo nejočekávanější a nejsledovanější společenskou událostí roku. Ony spoty se poté staly součástí také dalších ročníků 1996, 1997 a 1998. V České republice snad neexistoval člověk, který by neměl o finalistkách dokonalý přehled a neměl mezi nimi svoji favoritku. Miláčkem veřejnosti se stala Michaela Burgetová z Brna, které diváci s obrovskou převahou udělili titul Miss Sympatie. V první části večera se dívky představily, absolvovaly krátký rozhovor s moderátorem Markem Ebenem a nechyběla ani módní přehlídka. Ve druhé části byly k vidění atraktivní volné disciplíny a promenáda v plavkách. Hlavními favoritkami poroty byly podle předpokladu vítězky semifinálových kol. Nakonec dali porotci přednost bezprostřední Monice Žídkové (Miss Moravia) před za každých okolností dokonalou Kateřinou Kasalovou (Miss Bohemia). Vítěznou trojici poté doplnila na třetím místě charismatická a elegantní Renata Hornofová. Vysoká úroveň tohoto ročníku se projevila také na světových soutěžích. Monika Žídková se stala nejkrásnější Evropankou, když v tureckém Istanbulu získala titul Miss Europe 1995. Úspěšná byla také Renata Hornofová, která se na celosvětové soutěži Miss International stala v konkurenci osmdesáti slečen 2.Vicemiss. Žídková opakovaně obsazuje první místo v anketách o nejoblíbenější Miss historie.
Miss České republiky 1996
Opět Miss Moravia s pěti postupovými místy a Miss Bohemia se sedmi, opět TV spoty a opět obrovský zájem české veřejnosti. Finále se uskutečnilo 20. dubna 1996 v Kulturním domě v Plzni a byl to první ročník z dlouhé řady uváděné Janem Čenským. Favoritkou diváků se znovu poměrně jednoznačně stala a titul Miss Sympatie vyhrála Zdeňka Zadražilová. Kromě toho se líbila také porotě, která ji jmenovala druhou vicemiss. Na prvních dvou místech stanuly, stejně jako rok předtím a rok potom, vítězky semifinálových kol. První místo Petry Minářové z Olomouce (Miss Moravia) označil Miloslav Zapletal jako naprosto jednohlasný názor poroty. Vnadná Iva Kubelková (Miss Bohemia) ale druhé místo až tak jisté neměla, nakonec ho ale obhájila. V pozdějších letech se ovšem právě ona zařadila mezi nejpopulárnější modelky a vyhledávané tváře televizní obrazovky.
Miss České republiky 1997
Terezie Dobrovolná byla první vítězkou, která získala současně titul Miss ČR a Miss Sympatie, tedy došlo ke shodě mezi odbornou porotou a hlasující veřejností. Stejná situace se poté zopakovala pouze jednou a to v případě Taťány Kuchařové v roce 2006. Dobrovolná vyhrála za každý titul jeden automobil značky Mercedes Benz A. Jeden z nich dala do dražby a výtěžek věnovala na dobročinné účely. Její jedinou vyrovnanou soupeřkou byla v plzeňském finále dne 19. dubna Miss Bohemia '97 Kristina Fridvalská, která ji sice šlapala na paty, ale nakonec nedošlápla a skončila na druhém místě. Větším překvapením pak bylo umístění Gabriely Justinové na třetím místě, v semifinále se totiž neumístila mezi vítězkami. K titulu II. Vicemiss jí pomohla bezchybná postava, za kterou navíc získala titul Miss Silueta.
Miss České republiky 1998
Jubilejního ročníku se zúčastnili všichni moderátoři, kteří soutěž od jejího počátku uváděli a také vítězky nebo jejich zástupkyně všech předešlých ročníků. Konkrétně to byly: Ivana Christová (1989), Renata Gorecká (1990), Markéta Silná (1991), Pavlína Baburková (1992), Silvia Lakatošová (1993), Lenka Beličková (1994), Monika Žídková (1995), Petra Minářová (1996) a Terezie Dobrovolná (1997). Finále se uskutečnilo 25. dubna 1998 tam, kde se konal první a druhý ročník, tedy v ostravském Paláci kultury a sportu. Úroveň finalistek byla po dvou letech opět velmi vysoká. Už od semifinálových kol ale byly jasnými favoritkami na titul dvě Pražačky, Alena Šeredová a Petra Faltýnová. Zatímco první jmenovaná měla větší uznání u odborné veřejnosti, diváky přesvědčila spíše Faltýnová a získala tak titul Miss Sympatie. Jejich souboj byl o to zajímavější, že v krajském kole Miss Praha vyhrála Faltýnová a Šeredová byla druhá, zatímco v celočeském si umístění prohodily. Očekávalo se tedy, že v celostátním finále svedou právě ony lítý boj o první dvě místa. V porotě to skutečně vřelo. Rozdělena byla na dva nesmiřitelné tábory, z nichž každý prosazoval jednu z nich. Po nekonečných přesvědčováních, zazněl návrh, kterému nikdo nevěnoval moc pozornosti, a sice zvolit pravý opak těchto profesionálních modelek, obyčejnou a jednoduchou dívku a největší outsiderku soutěže Katku Stočesovou (Stočesová používala v celé soutěži křestní jméno Katka, nikoli Kateřina. Jako Katka Stočesová byla uvedena v televizních spotech, v periodikách i při vyhlášení výsledků.). Stočesová soutěž nakonec k velkému překvapení poroty i diváků skutečně vyhrála a její vítězství se dá označit jako největší šok v celé historii soutěží Miss v České republice. Pro jazykovou nezpůsobilost ji ale pořadatel odmítl vyslat na světové soutěže, na čemž vydělala Vicemiss Alena Šeredová, která na Miss World v roce 1998 ukořistila do té doby nevídané čtvrté místo. Na třetím místě nakonec tedy skončila Petra Faltýnová.
Miss České republiky 1999
Po čtyřech letech pořadatelé chtěli soutěž lehce obměnit a proto se vrátili k modelu z roku 1994, tedy k 18 finalistkám a napínavé dramaturgii, kdy během večera docházelo k postupu nejdříve dvanácti, nakonec šesti dívek do superfinále. Po delší době se jednalo o ročník bez masivní podpory televize, takže i její popularita byla podstatně nižší než v předchozích letech. Vítězkou tohoto ročníku se stala Helena Houdová, jejíž cíl byl vyhrát z toho důvodu, aby se mohla vyjadřovat k věcem, které považovala za důležité a aby se naplno mohla věnovat charitativní činnosti. Houdová sice na světových soutěžích neuspěla, ale stala se vyhledávanou modelkou na světové úrovni. Založila nadační fond Sunflower, který každoročně pomáhá tisícům potřebných v rozvojových zemích.Jitka Kocurová se stala druhou Vicemiss, ale své umístění považovala spíše za neúspěch, protože si věřila na víc.
Miss České republiky 2000
S příchodem nového milénia si soutěž našla nový oblíbený prostor pro konání a tím bylo brněnské Boby Centrum. Jana Čenského na několik ročníků vystřídal v roli moderátora Martin Dejdar. Diváky si na svou stranu získala dlouhovláska Markéta Svobodná, která v prvních kolech vůbec nepatřila mezi favoritky, ve finále to ale kromě titulu Miss Sympatie dotáhla až na II. Vicemiss a úspěch slavila i na mezinárodní soutěži Miss International. Na druhé místo porota dosadila Kateřinu Elgerovou, která se v semifinálových kolech objevila už o rok dříve, ale ze zdravotních důvodů tehdy musela odstoupit. Vítězkou se stala nejmladší finalistka Michaela Salačová z Moravských Budějovic. Na Miss World byla oceněna titulem Miss Photo. Účast v první trojici nakonec o vlásek unikla Petře Kocarové. Patřila k favoritkám a Českou republiku nakonec překvapivě reprezentovala na Miss Universe místo Elgerové.
Miss České republiky 2001
Na pozadí nádherné scény Michaela Klanga postavené v brněnském Boby centru se 7. dubna 2001 odehrál další ročník Miss České republiky, jehož výsledky byly přinejmenším diskutabilní. Vítězství Diany Kobzanové většina veřejnosti nechápala, neboť nepatřila k typickým krasavicím. Porota její vítězství ospravedlňovala především jejím důvtipem, intelektem a pohotovostí, kterou po letech zužitkovala jako velmi schopná a žádaná moderátorka. O to hůř se chápe fakt, že právě ona se propůjčila nabídce pózovat v pornografickém časopisu, byť pár měsíců poté, co korunku předala své nástupkyni. Podle pořadatelů ale přesto hrubě porušila smlouvu a poškodila dobré jméno soutěže a proto jí byl v roce 2003 titul symbolicky odebrán. Sice podstatně střízlivější, ale přesto erotické, fotografie nafotila také II.Vicemiss 2001 Andrea Vránová. Její případ pořadatelé řešili pouze uložením pokuty. Titul Vicemiss a Miss Sympatie získala Andrea Fišerová, která byla po odebrání titulu Kobzanové dodatečně jmenována Miss České republiky 2001.
Miss České republiky 2002
Finále uváděné Alenou Šeredovou a Martinem Dejdarem se opět odehrálo za přítomnosti osmnácti finalistek v Boby centru v Brně. Dlouhé hnědé lokny a milý úsměv zaručily titul Miss Sympatie Lence Taussigové. Porota se přikláněla spíše k charismatické Kateřině Smržové, nakonec ji však o vlásek přeskočila a Miss ČR 2002 se stala Kateřina Průšová, toho času se zlomenou rukou v sádře. Před odletem na Miss World ale nesložila jazykové zkoušky a byla nahrazena právě Smržovou. Ta nakonec zabodovala až na Miss Universe a nejen díky své dokonalé postavě postoupila do Top 10. Třetí místo porota přidělila Radce Kocurové. Jednou z nepříliš úspěšných finalistek tohoto ročníku byla také Zuzana Štěpanovská, která to poté v slabé konkurenci prvního ročníku soutěže Česká Miss dotáhla až na druhé místo.
Miss České republiky 2003
Finále sice zůstalo v brněnském Boby centru, finalistek ale bylo pouze 12 a přímý přenos byl zkrácen na 90 minut. Vítězkou se stala Lucie Váchová z Příbrami a byla poslední dívkou, kterou pořadatelé Miss ČR vyslali na Miss Universe. Klára Medková skončila na druhém místě a získala také titul Miss Sympatie. Zajímavostí je, že jednou z horkých favoritek tohoto ročníku byla také Iveta Lutovská, která o celých šest let později vyhrála konkurenční Českou Miss a poměrně úspěšně reprezentovala ČR také na Miss Universe. Třetí místo tohoto ročníku se řadí k těm překvapivým a získala ho Markéta Divišová. Celý tento ročník provázela pachuť po mediální kauze Diany Kobzanové. Dívky byly ještě důrazněji upozorňovány, že nic podobného nebude v soutěži Miss ČR tolerováno. Několik měsíců po soutěži se přesto objevily na veřejnosti pornografické fotografie jedné z finalistek Aleny Bohdálkové, které byly pořízeny v době před soutěží. Bohdálková však naštěstí žádný z hlavních titulů nezískala.
Miss České republiky 2004
Pouhých pár dnů před karlovarským finálovým večerem musela z tragických osobních důvodů ze soutěže odstoupit jedna z favoritek na vítězství Lucie Králová. V dalším roce se do soutěže přihlásila znovu a dokonce ji vyhrála, ale o tom níže. Její odstoupení bylo na poslední chvíli, takže se v tomto roce utkalo o titul pouze 11 dívek. Finále v Karlových Varech vyhrála Jana Doleželová. Jako II.Vicemiss byla Zapletalem vyhlášena Michaela Wostlová, aby později prohlásil, že si spletl obálky a že Wostlová skončila na místě druhém. Na třetí místo porota dosadila Editu Hortovou. Diváky nejvíce zaujala a titul Miss Sympatie získala Pavla Sudová. Několik měsíců po soutěži bojovala s těžkou formou mentální anorexie.
Miss České republiky 2005
Finále se opět uskutečnilo v karlovarském Grandhotelu Pupp a poprvé mu předcházelo týdenní soustředění konané mimo republiku, konkrétně v Chorvatsku. Jednalo se o první a zároveň poslední ročník, ve kterém byla odborná porota nahrazena hlasujícími diváky prostřednictvím sms zpráv. Pozoruhodné totiž bylo to, že všechny tři vítězky zvolené diváky byly před soutěží předmětem více či méně skandálních bulvárních článků. Pořadatelé sice připustili náhodu, v dalších ročnících však od tohoto způsobu volby upustili. Vítězkou se stala předchozí rok odstoupivší Lucie Králová. Druhá Petra Macháčková byla do soutěže doplněna coby náhradnice za jinou finalistku, která zatajila focení snímků pro erotický časopisu. Na třetí místo diváci dosadili Agátu Hanychovou, dceru herečky Veroniky Žilkové. 2005 byl prvním rokem, kdy Česká republika zvolila hned dvě Miss, navíc na stejném televizním programu a zhruba dva měsíce po sobě.
Miss České republiky 2006
Po soustředění finalistek v Tunisu se finále vrátilo zpět do brněnského Boby centra a celé patřilo Taťáně Kuchařové, která kromě hlavního titulu posbírala také téměř všechny tituly vedlejší. Na dalších místech ji pak doplnila herečka Kateřina Pospíšilová z Prahy a ostravská rodačka, dnes moderátorka Televizních novin na Nově, Renáta Czadernová. Taťána Kuchařová byla v srpnu 2006 vyslána do Varšavy na Miss World, jehož finále se konalo potom v září. Přestože od samotného začátku měsíčního soustředění ji zahraniční média i sázkové kanceláře pasovaly do role jednoznačné favoritky na vítězství, česká média nevěnovala prognózám téměř žádnou pozornost. Finále Miss World, které Kuchařová jako první Češka v historii nakonec skutečně vyhrála, mohli v sobotu 30. září sledovat diváci ve více než 200 zemích světa. Ani jedna z českých televizí však přímý přenos z Varšavy nevysílala.
Miss České republiky 2007
Devatenáctý ročník se konal v dubnu 2007 opět v Brně a vyhrála ho Kateřina Sokolová, za kterou zůstala Veronika Pompeová coby Miss Sympatie a I. Vicemiss. Třetí místo porota přiřkla Veronice Chmelířové.
Miss České republiky 2008
Jubilejní dvacátý ročník se konal opět v brněnském Boby centru a coby hosté se ho zúčastnily vítězky (nebo jejich zástupkyně) ze všech předešlých ročníků. Konkrétně to byly tyto: Ivana Christová (1989), Renata Gorecká (1990), Markéta Silná (1991), Štěpánka Týcová (1992), Silvia Lakatošová (1993), Eva Kotulánová (1994), Monika Žídková (1995), Petra Minářová (1996), Terezie Dobrovolná (1997), Petra Faltýnová (1998), Helena Houdová (1999), Petra Kocarová (2000), Andrea Fišerová (2001), Kateřina Průšová (2002), Lucie Váchová (2003), Jana Doleželová (2004), Lucie Králová (2005), Taťána Kuchařová (2006) a Kateřina Sokolová (2007). Mezi finalistkami byla horkou favoritkou na vítězství lehce afektovaná a s výhrou počítající Zuzana Putnářová. Té ale porážku ze semifinále oplatila její jmenovkyně Zuzana Jandová a stala se tak v pořadí dvacátou Miss České republiky. Na finálovém večeru byl Zapletalem představen nový majitel a prezident soutěže, podnikatel Jan Moťovský. Ve stejném roce za záhadných okolnosti zmizel na zahraniční cestě a po několika letech byl prohlášen za mrtvého.
Miss České republiky 2009
Po zmizení nového majitele soutěže Jana Moťovského bylo konání dalšího ročníku velmi nejisté. Přesto se ho podařilo vyhlásit a přesunout z tradičního jara na podzim roku 2009. Poslední Miss České republiky se po těsném souboji s I.Vicemiss Lucií Smatanovou nakonec stala Aneta Vignerová. Na třetím místě je doplnila Hana Věrná.
Miss České republiky 2018

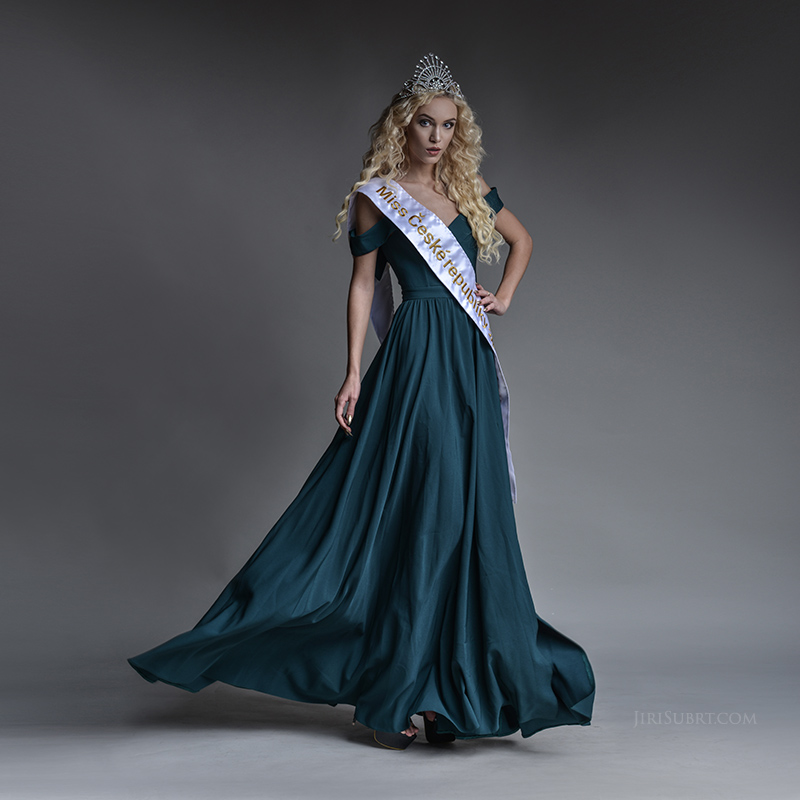
Iveta Maurerová, Miss České republiky 2018

Od roku 2018 je držitelem ochranné známky společnost Miss České republiky s.r.o. Ta od roku 2018 poskytla výhradní práva k provozování soutěže Miss České republiky Nadačnímu fondu IT People, který v letech 2013–2018 pořádal soutěž Miss Léta. Vítězkami ročníku 2018 se staly Iveta Maurerová a Tereza Bohuslavová.
Miss České republiky 2019
V roce 2019 se soutěžící Miss České republiky kromě soutěže samotné účastnily také několika charitativních událostí (podpora domovů seniorů, dětských domovů či útulků). Organizátoři soutěže rovněž v rámci výstavy Křehká krása podpořili české výrobce skla a bižuterie. Finálový večer v Divadle Broadway ovládla Nikola Kokyová. Druhé místo obsadila Sára Lyčková, třetí se umístila Dominika Benáková. Nikola Kokyová v roce 2020 reprezentovala Českou republiku na světové soutěži krásy The Miss Globe, kde získala titul Miss Elegance a dostala se do TOP15. Sára Lyčková na světové soutěži Miss Aura International 2020 postoupila do TOP15 nejkrásnějších dívek.
Miss České republiky 2020
Z důvodu pandemické krize bylo finále tohoto ročníku několikrát přesunuto a vyhlášení vítězek Miss České republiky 2020 proběhlo 15. května 2021. Celý program se odehrál bez přítomnosti hostů a byl odvysílán na portálu TN.CZ. Samotné vyhlášení vítězky odvysílala TV Nova ve večerních Televizních novinách. Sledovanost dosáhla rekordního počtu sledovanosti 1,2 milionu diváků. Programem provázel komik Jakub Kohák s předchozími vítězkami Nikolou Kokyovou a Ivetou Maurerovou. Podle deníku Metro byli od doby Miloše Zapletala všichni organizátoři národních soutěží krásy vystaveni nemilosrdnému srovnání s jeho konceptem soutěže. V případě finále Miss České republiky 2020 organizované ředitelem Robertem Novotným se toto srovnání neslo v rovině chvály. Bylo to hlavně díky celkovému vizuálnímu dojmu soutěže, zábavným vstupům Jakuba Koháka, důstojným projevům vítězek i novému pojetí breaků nutných pro převlékání dívek, ve kterých mohli diváci díky sérii videí nahlédnout do zákulisí soutěže. Vítězkou Miss České republiky 2020 se stala Jana Krojidlová z Čelákovic, druhé místo obsadila Valerie Herianová z Ústí nad Labem a na třetím místě skončila Kateřina Šimonková z Krnova. Během večera byly vyhlášeny i doprovodné tituly Miss Naděje (získala Kristýna Hyská), Miss Silueta (Simona Šimková) a Miss Sympatie (Simona Šimková).
Miss České republiky 2021
V sobotu 6. listopadu 2021 proběhlo finále Miss České republiky 2021. Vítězkou Miss České republiky 2021 se stala dvacetiletá Helena Čermáková z Otrokovic. První Vicemiss ČR osmnáctiletá Sarah Horáková z Velkých Pavlovic vybojovala také titul Miss Naděje. Ten uděluje mezinárodní Unicef za přínos charitě, titul vyhlásila výkonná ředitelka Unicef Česká republika, Pavla Gomba a za přítomnosti držitelky titulu  Miss Naděje, Kristýny Hyské, předaly tuto cenu společně. Druhou Vicemiss ČR se stala čerstvě osmnáctiletá Valerie Váňová z Lomu. Titul Miss Silueta pro dívku s nejlepší postavou putoval do Plzně devatenáctileté Barboře Kučerové. Titul Miss Sympatie, kterou volí veřejnost, vybojovala jednadvacetiletá Veronika Sandholzová z Chlebů. Organizátoři se popasovali s novými protipandemickými opatřeními tak, že ve světové premiéře využili moderní technologie, která umožnila rozdělit publikum a jeviště na dvě místa, mezi kterými probíhal přímý přenos. Zatímco publikum složené z rodin a fanoušků dívek z jednotlivých měst podporovalo dívky přes telemost, dívky se utkaly ve filmovém studiu.

## Umístění v mezinárodních soutěžích
1989
- I. vicemiss Jana Hronková se na Miss Universe 1990 umístila na 10. místě.

1990
- vítězka Renata Gorecká se na Miss Universe 1991 neumístila.
- II. vicemiss Ingrid Ondrovičová se na Miss International 1990 stala I. vicemiss

1991
- vítězka Michaela Maláčová se na Miss Universe 1992 neumístila.
- II. vicemiss Markéta Silná se na Miss International 1991 stala II. vicemiss.

1992
- vítězka Pavlína Baburková se na Miss Europe 1992 stala I. vicemiss.
- vítězka Pavlína Baburková se na Miss Universe 1992 umístila na 7. místo.
- II. vicemiss Štěpánka Týcová se na Miss International 1992 neumístila.

1994
- vítězka Eva Kotulánová se na Miss Universe 1995 neumístila, ale stala se Miss Talent.
- finalistka Jana Festová se stala I. vicemiss na Top Model of the World 1996.

1995
- vítězka Monika Žídková se stala vítězkou Miss Europe 1995.
- II. vicemiss Renata Hornofová se na Miss International 1995 stala II. vicemiss.
- II. vicemiss Renata Hornofová se na Miss Universe 1996 neumístila.

1996
- vítězka Petra Minářová se na Miss World 1996 umístila na 14. místě.
- vítězka Petra Minářová se na Miss Universe 1997 neumístila.
- II. vicemiss Zdeňka Zadražilová se na Miss International 1996 neumístila.
- finalistka Renata Janečková se na Miss Intercontinental 2001 stala I. vicemiss.

1997
- I. vicemiss Kristýna Fridvalská se na Miss Europe 1997 se stala semifinalistkou.
- I. vicemiss Kristýna Fridvalská se na Miss Universe 1998 neumístila
- II. vicemiss Gabriela Justinová se na Miss International 1997 neumístila.

1998
- vítězka Kateřina Stočesová se stala vítězkou Queen of the World 1998.
- I. vicemiss Alena Šeredová se na Miss World 1998 umístila na 4. místě.
- II. vicemiss Petra Faltýnová se na Miss International 1998 umístila v TOP 15.
- II. vicemiss Petra Faltýnová se na Miss Universe 1999 neumístila.

1999
- I. vicemiss Šárka Sikorová se na Miss International 1999 umístila v TOP 15.
- II. vicemiss Jitka Kocurová se na Miss Europe 1999 umístila na 5. místě.
- II. vicemiss Jitka Kocurová se na Miss Universe 2000 umístila na neumístila.

2000
- II. vicemiss Markéta Svobodová se na Miss International 2000 umístila v TOP 15.

2001
- I. vicemiss Andrea Vránová se na Miss International 2001 neumístila.
- finalistka Petra Kocarova se na Miss Universe 2001 neumístila.
- finalistka Diana Kobzanová se na Miss Universe 2002 neumístila.

2002
- vítězka Kateřina Smržová se na soutěže Miss Universe 2003 umístila na 10. místě.
- Miss sympatie Lenka Taussigová se na Miss International 2002 umístila na 6. místě.

2003
- vítězka Lucie Váchová se na Miss World 2003 celkově neumístila, ale v soutěžní kategorii Miss Sports se stala I. vicemiss a v Miss Talent se umístila v TOP 25.
- vítězka Lucie Váchová se na Miss Universe 2004 neumístila.

2004
- vítězka Jana Doležalová se na Miss World 2004 umístila na 9. místě. V soutěžní kategorii Beach Beauty v TOP 20, v Miss Talent v TOP 25 a v Top Model v TOP 10.
- I. vicemiss Michaela Wostlová se na Miss International 2004 neumístila.

2005
- vítězka Lucie Králová se na Miss World 2005 neumístila, ale v soutěžní kategorii Miss Talent se umístila v TOP 5.
- I. vicemiss Petra Macháčková se na Miss International 2005 neumístila.
- II. vicemiss Agáta Hanychová se na Miss Intercontinental 2005 neumístila.

2006
- vítězka Taťána Kuchařová se stala vítězkou Miss World 2006 30. září 2006 v polské Varšavě.
- I. vicemiss Kateřina Pospíšilová se na Miss International 2006 neumístila.
- II. vicemiss Renáta Czadernová se na Miss Intercontinental 2006 neumístila.

2007
- vítězka Kateřina Sokolová se na mezinárodní soutěži krásy Miss World 2007 neumístila.
- I. vicemiss Veronika Pompeová se umístila v TOP 15 na Miss International 2007.
- II. vicemiss Veronika Chmelířová měla jet na mezinárodní soutěž Miss Europe 2007, ale soutěž se nekonala.

2008
- vítězka Zuzana Jandová se na mezinárodní soutěži krásy Miss World 2008 neumístila.
- I. vicemiss Zuzana Putnářová se stala IV. Vicemiss na Miss International 2008.
- finalistka Darja Jacukevičová se na mezinárodní soutěži krásy Miss International 2009 neumístila.

2009
- vítězka Aneta Vignerová se na mezinárodní soutěži krásy Miss World 2009 neumístila.
- I. vicemiss Lucie Smatanová se na mezinárodní soutěži krásy Miss International 2010 neumístila.
- II. vicemiss Hana Věrná se stala II. vicemiss na světové soutěži krásy Miss Supranational v polském Płocku dne 28. srpna 2010.